# 立石勇生
立石 勇生（たていし ゆうき、1979年11月20日 -）は、ラジオパーソナリティ、フリーアナウンサー。
2020年（令和2年）7月より北雪酒造社員。新潟県新潟市出身。

## 概要
ホテルマン・アパレルショップ店員などのサービス業を経て、2003年（平成15年）から新潟県民エフエム放送（FM PORT）で番組を担当していた。スポーツを積極的に取材しており、FM PORTのJリーグ・アルビレックス新潟のラジオ中継では実況を担当していた。またバスケットボールのB.リーグ・新潟アルビレックスBBのホームゲームではスタジアムDJ（実況）も務めている。
2020年6月30日、FM PORTの閉局に伴いレギュラー番組はすべて終了。翌7月より北雪酒造に入社した。同年8月よりBSNラジオにて『立石勇生 SUNNY SIDE』が放送中。

## 出演番組

### 現在
- 立石勇生 SUNNY SIDE（BSNラジオ、2020年8月1日 - [6]）

### 過去

#### FM PORT
- Mint Condition
- GOOD MORNING PORT CITY Saturday
- ヒトつなぐ、ココロつなぐ“はずのみ”

#### BSNラジオ
- SUNNY SIDE SUNDAY 4.5（2020年10月25日）